# Jodey Arrington
Pour les articles homonymes, voir Arrington.
Jodey Arrington, né le 9 mars 1972 à Plainview (Texas), est un homme politique américain. Membre du Parti républicain, il est élu du Texas à la Chambre des représentants des États-Unis depuis 2017.

## Biographie
Jodey Arrington est originaire de Plainview. Il est conseiller de George W. Bush, comme gouverneur du Texas puis comme président des États-Unis. Après la Maison-Blanche, il devient directeur de cabinet du chancelier de Texas Tech puis vice-chancelier de l'université. Il prend ensuite la présidence de Scott Laboratories Inc..
Il est candidat au Sénat du Texas dans le 28e district, qui s'étend du sud de la Texas Panhandle à San Angelo. Il perd la primaire républicaine en rassemblant 30 % des suffrages contre 54 % pour le représentant Charles Perry.
En 2016, il se présente à la Chambre des représentants des États-Unis dans le 19e district du Texas, l'un des plus conservateurs du pays, pour succéder à Randy Neugebauer. Il est notamment soutenu par George W. Bush et Rick Perry. Au premier tour de la primaire républicaine, il rassemble 26 % des voix derrière l'ancien maire de Lubbock Glen Robertson  (27 %). Il remporte le second tour avec 53,6 % des suffrages. Il est élu représentant avec 86,7 % des voix devant un candidat libertarien et un candidat vert.
Il est réélu en 2018, 2020, 2022 et 2024.
Le 3 Novembre 2020, Trump perde l' Élection présidentielle.
Arrington était un des membres de la Chambre des représentants qui ont voté en faveur de la contestation des votes des grands électeurs. Trump avait dénoncé à plusieurs reprises une fraude électorale généralisée (big lie), se considérant ainsi vainqueur de l'élection. Aucune preuve crédible n'a été présentée pour étayer ces allégations. La Cour suprême a rejeté une contestation correspondante à une large majorité, les trois juges nommés par Trump s'y étant également opposés.
Depuis le 3 janvier 2025, il est Chair of the House Budget Committee (Président de la commission du budget de la Chambre des représentants des États-Unis).
En tant que membre du Congrès, Arrington a parrainé le One Big Beautiful Bill Act lors du 119e Congrès, qu'il a présenté le 20 mai 2025 et qui a été promulgué le 4 juillet 2025.